# Gheorghe Manu
Gheorghe Manu (Bucarest, 1833-Bucarest, 1911) fue un general, inspector de artillería y estadista rumano.

## Biografía
Nacido en Bucarest el 24 de julio de 1833, era hijo de Ioan Manu. Después de terminar sus estudios secundarios en su país natal, fue enviado a Prusia en 1847 y pasó por escuelas militares en Alemania. Luego, con el consentimiento del gobierno, ingresó en el ejército prusiano en 1853 con el grado de subteniente de artillería. De regreso de nuevo a su tierra natal en 1858, ingresó en el ejército y fue el encargado de organizar la artillería, arma en la que permaneció hasta 1884, cuando dimitió.
De 1869 a 1870, el general Manu, entonces coronel, formó parte de los gabinetes bajo la presidencia del príncipe Dimitrie Ghica y de Manolache Costache Epureanu, teniendo la cartera del Ministerio de Defensa. En 1874 fue elegido intendente de la capital y mantuvo esta función hasta 1877. En 1877, cuando estalló la rebelión ruso-turca, fue nombrado comandante de la 4.ª división, encargada de la defensa del país en Oltenița, Corabia, Bechet, Islaz y Turnu Măgurele. Luego participó en toda la campaña en las llanuras de Bulgaria, en Plevna y Vidin. Esta última fortaleza se rindió en sus manos. Fue el primer oficial rumano condecorado con la Virtud Militar el 10 de mayo de 1877. Después de la campaña, se desempeñó como inspector general de artillería hasta 1888, cuando dimitió.
Volvió a ser nuevamente ministro de Defensa en el gabinete de Theodor Rosetti y Lascăr Catargiu del 12 de noviembre de 1888 al 5 de noviembre de 1889. En esta época, para unir a todos los elementos conservadores, recibió la presidencia del gobierno del 5 de noviembre al 15 de febrero de 1891, cuando dimitió. El 27 de noviembre de 1891, en el gabinete de Lascăr Catargiu, asumió la cartera de Dominios, pero por poco tiempo. Concluida la unión de los conservadores, el general Manu abandonó el Ministerio para ser elegido por la mayoría de la Cámara como su presidente, y durante cuatro años, hasta 1895 en que se retiró el gobierno conservador, realizó una fructífera actividad para poder legislar muchas leyes importantes. Fue autor de un Tractat de aritmetică şi de algebră (París, 1864). Falleció el 16 de mayo de 1911 en Bucarest.